# Räuchlisberg
Räuchlisberg è una frazione del comune svizzero di Amriswil, nel Canton Turgovia (distretto di Arbon).

## Storia

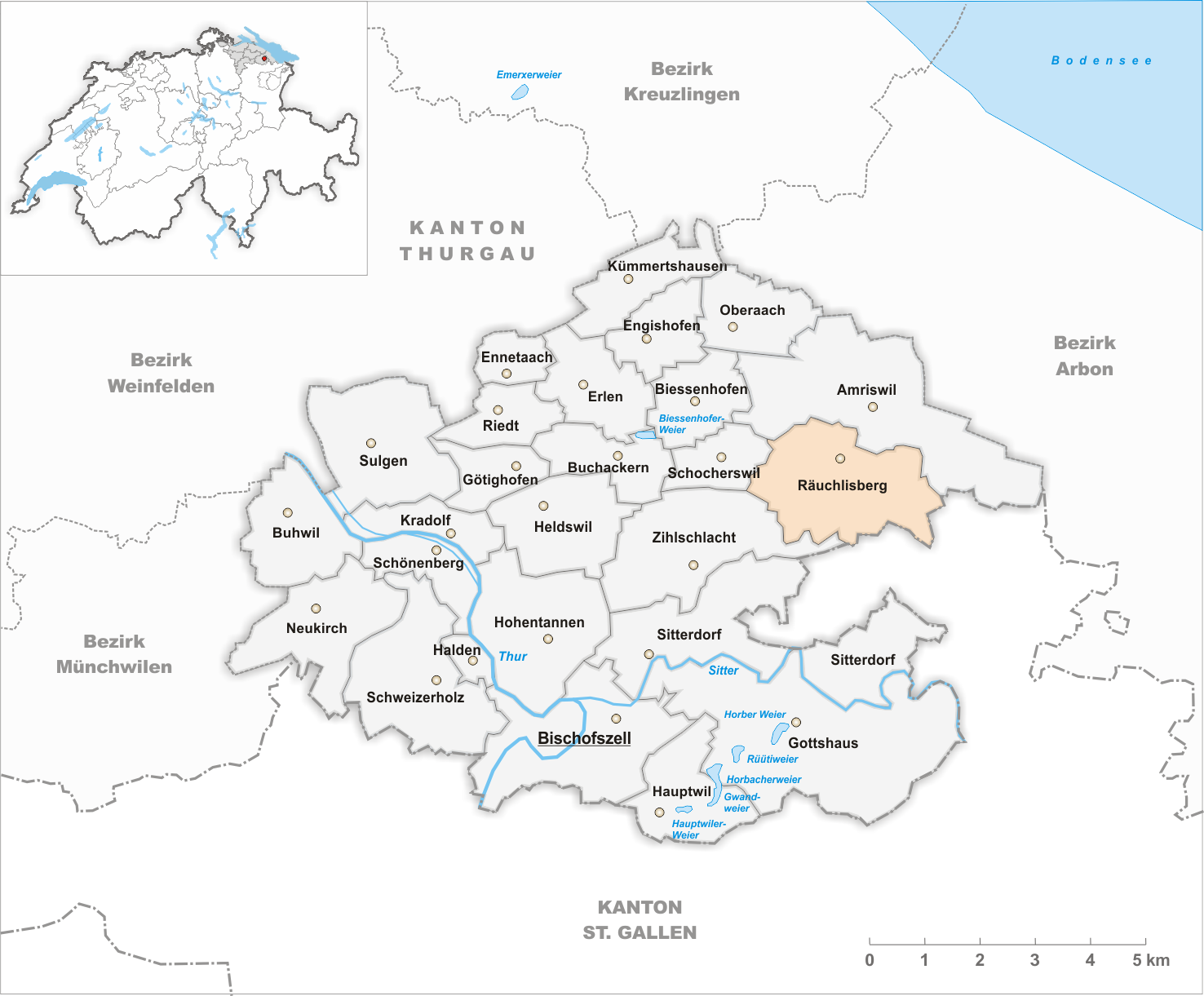
Il territorio del comune di Räuchlisberg prima degli accorpamenti comunali del 1979

Già comune autonomo (Ortsgemeinde) che comprendeva anche le frazioni di Bergermühle, Giezenhaus, Hagenwil e Spitzenrüüti e che apparteneva al distretto di Bischofszell, nel 1979 è stato accorpato al comune di Amriswil assieme agli altri comuni soppressi di Biessenhofen e Oberaach.

## Società

### Evoluzione demografica
L'evoluzione demografica è riportata nella seguente tabella:
Abitanti censiti

## Amministrazione
Ogni famiglia originaria del luogo fa parte del cosiddetto comune patriziale e ha la responsabilità della manutenzione di ogni bene ricadente all'interno dei confini della frazione.